# スウィートデビル
『スウィートデビル』は、テレビ朝日系列で1998年7月13日から同年9月7日に『月曜ドラマイン』枠で放送された、MAXの4人が主演のテレビドラマ。全9回。

## あらすじ
1998年7月13日夜8時、皇林学院大学3年生の篠山泉・児島陸・香沢凪の3人は、わけあって事件に巻き込まれ瀕死になっている泉の知人を助けるため、事件現場で偶然出会った同級生の超能力者・今井灯子とともに、4人で魔術鏡を使った「願いを叶える」儀式を行う。
一度は心臓が止まったはずの知人は一命を取りとめ、儀式は成功したかのように見えたが、結果として魔術鏡の儀式で決して行ってはいけなかった「死者の蘇生」を行ってしまった彼女たち4人に、命を脅かす「九つの災い」が降り掛かる…。
4人は「九つの災い」に取り憑かれた人間による事件に立ち向かう中で強い絆で結ばれ、偶然「九つの災い」を巡る事件の捜査に携わることになった刑事・高取佑一郎らの協力で七つ目までの災いを退ける。
しかし、最後の災いであるアポロンが灯子に取り憑いていることが判明し、アポロンの影響により制御不能となった灯子の超能力によって頭部を強打した泉は視力を失い、更に灯子を仲間に引き入れようとする八つ目の災い・アレスとの戦いにより高取が命を落とす。
泉の失明と高取の死に責任を感じ、かけがえのない親友となった泉たちに制御不能となった超能力が牙を剥くことを恐れた灯子は、苦悩の末自ら命を絶つという手段で彼女たちを最後の災いから解放する。
哀しみに暮れる泉たちだが、「九つの災い」の終焉によって魔術鏡が願いを叶える力を取り戻したことを知り、最後の賭けとして「全てのきっかけとなった事故が起こる前＝7月13日夜8時まで時間を巻き戻す」という願いを魔術鏡に託した。
そして、そこで死んだはずの灯子が一緒に祈りを捧げる姿を目撃し、直後に魔術鏡の儀式の成功により過去に飛ぶ。
時間の巻き戻しに成功し視力も戻った泉たちは、「九つの災い」を引き起こすきっかけとなった事故を阻止し、そこで全てを覚えていた灯子と、泉たちと過ごした時間の記憶を持たない高取たちとの再会を果たすのだった。

## キャスト
篠山泉：沢詩奈々子
能力：マインドリーディング
皇林学院大学3年生で、壇原教授のゼミを受講。
つばさ保育園でアルバイトをしている。
陸、凪より1歳年上。
大人しい性格だが、呪いに対して真正面から立ち向かう強さも持っている。
11月1日生まれで誕生星座はさそり座。
さそり座＝天蠍宮は水の宮であり、魔術の成功をきっかけに、水が流れ込んで来るように人の心の声を読む力（マインドリーディング）を得るが、人の心を勝手にのぞき見しているようで当初は誰にも言い出せずにいた。
事件で知り合った高取に好意を抱くが、灯子と高取がお互いに好意を抱いているのではないかと思い、言い出せずにいる。
第7話終盤で灯子の超能力の暴走によって頭部を強打し、その影響によって視力を失ってしまう。
第8話で高取が、最終話で灯子が命を落とした事によりショックを受けるが、灯子の死と引き換えに魔術鏡が元に戻った事を確認すると、高取や灯子を生き返らせるのではなく、全ての発端となった事故が起きた時間である7月13日午後8時に時間を巻き戻す魔術を行う事を決意する。
灯子の魂の協力により時間を巻き戻す魔術に成功した際、無事視力を取り戻した。
今井灯子：天久美奈子
能力：サイコキネシス
皇林学院大学3年生。
子供の頃、超能力少女としてテレビで騒がれたが、不仲の親への反発から力はウソだと言いふらして大騒ぎとなった過去を持つ。
その為に人間不信となり極端に人との関わりを嫌い泉たちとの関わりも当初は避けていた。
ダンスクラブでダンサーのアルバイトをしている。
泉たちが「儀式」を行うきっかけとなった事件の現場に偶然居合わせ、彼女たちと知り合った。
8月15日生まれで誕生星座はしし座。
しし座＝獅子宮は火の宮であり、生まれつき強い念動力（サイコキネシス）を持っている。
念動力は目を閉じて念じることで発動するが、魔術の成功後は自分の意思で制御することができなくなり、泉たちが危機に陥った時にのみ何らかの形で発動するようになる。
最後の災いであるアポロンを退けるために自ら命を絶つが、泉たちが時間を巻き戻し「九つの災い」の発生を阻止したことで死を回避する。
また、泉たちが時間を巻き戻した際に彼女の魂が儀式に協力し一緒に過去へ飛ぶ様子が描かれており、そのため高取たちと異なり泉たちと共に過ごした記憶を保っていた。
児島陸：宮内玲奈
能力：サイコメトリー
皇林学院大学3年生で、壇原教授のゼミを受講。
「学生街の喫茶店」という名の喫茶店でアルバイトをしている。
実は親が医者（陸曰く「都内で36軒の病院を経営している」らしい）で広い豪邸も所有しているお嬢様なのだが、性格はボーイッシュな見た目同様に男勝りで、言葉遣いも荒っぽい。
第5話で叔母の勧めで風間とお見合いをした際、趣味は喧嘩と答えており、その後お見合いが破談になった怒りから、家に侵入した不審者を追いかけて殴り倒し、とどめに腹に強烈な蹴りを入れて気絶させている。
5月5日生まれで誕生星座はおうし座。
おうし座＝金牛宮は地の宮であり、魔術の成功により、全ての事象が大地に還るように触れたものの過去を視る力（サイコメトリー）を得る。
当初は、凪と共に自分達を呪いに巻き込んだ泉を恨んだり、一匹狼的な灯子に懐疑的であったが、4人で呪いに立ち向かう中で成長する。
香沢凪：松田律子
能力：プレグラフィー
皇林学院大学3年生で、壇原教授のゼミを受講。
カメラマン志望で、羽鳥のカメラスタジオでアルバイトをしている。
他人の言動を血液型毎の特徴で指摘する癖がある。
2月3日生まれで誕生星座はみずがめ座。
みずがめ座＝宝瓶宮は風の宮であり、魔術の成功によって、一眼レフやポラロイドカメラで写真を撮ることで、大地を吹く風のように未来の光景を写し撮る力（プレグラフィー）を得る。
当初は一匹狼的な発言をする灯子に懐疑的だったり、マインドリーディングで自分の心を読んだ泉に反発し家を出たりと、直情的な面もあるが、4人で呪いに立ち向かう中で成長する。
高取佑一郎：袴田吉彦
警視庁捜査一課刑事。
口が悪く組織の中でもはぐれものだが、先輩である滑子の臆病さに文句を言いつつもフォローしたり、辛い過去を背負った灯子を何かと案じるなど思いやりを持ち合わせている。
オカルトの類は信じない根っからの体育会系 で、鈍感ではないが女心に注意を払わない性格もあって事件現場で遭遇する泉たちと衝突を繰り返すが、やがて泉に心を惹かれていく。
泉たちが関わる一連の事件を追ううち、彼女たちに降りかかる「九つの災い」の秘密を偶然知ることとなり、彼女たちを命がけで守ろうと奮戦する。
8話にて、灯子の超能力の暴走によって拳銃を弾き飛ばされ、アレスに撃たれ致命傷を負う。
それでも泉たちを守り通し、最後に心の声を通して泉に好意を告げ、息を引き取った。
災いが全て終わった後、泉たちが時間を巻き戻したことで、泉たちと過ごした記憶を失った代わりに死を回避する。
その後、聞き込み中に泉と再会を果たす。
滑子吉武：田口浩正
警視庁捜査一課刑事で、高取の先輩。
口うるさく高取に威張ったりすることが多いが、無茶をしがちな高取の理解者でもある。
刑事のくせに臆病な一面があり、拳銃を一度も撃った事がない。
また、大事な場面になると緊張のあまり腹を下す癖がある。
高取の死をきっかけに臆病さと拳銃に対する恐怖心を克服し、アレスを打ち倒す。
しかし、泉たちが時間を巻き戻し「九つの災い」の発生を回避したことで彼も元の臆病に戻ってしまったため、陸や凪には少し残念がられていた。
門松明美：あいはら友子
警視庁捜査一課長。
初動捜査の際には必ず現場に現れ、何かと高取をこき使う。
檀原栄治：内藤剛志
皇林学院大学教授で、専門は民俗学。
最近は特に魔術の研究に没頭しているが、研究熱心が高じて妻は家出中。
泉たちが「儀式」に使った魔術鏡は元々彼が持ち込んだものだったこともあり、教え子である泉たちを呪いから守るため奮闘する。
家出中の妻を未だに愛しており、ひなが会う時にはやたらと焼きもちを焼くこともあるが、娘のひなの事は妻以上に溺愛しており、ひなからは少々煙たがられている。
最終話で泉達が時間を巻き戻す魔術を行う際、これまでの災いにまつわる顛末をまとめたレポートを、過去の自分に渡すよう泉に託す。
未来の自分からのレポートを受け取った過去の檀原は、時間を巻き戻す魔術をやろうとひなに持ち掛けるが、ひなにコーヒーをこぼすよう仕向けられた際、コーヒーカップを魔術鏡の上に落として割ってしまい、二度と魔術は出来なくなってしまう。
檀原ひな：加藤あい
壇原栄治の一人娘。
母親が出て行ってしまったため現在は父親と二人暮らし。
魔術の研究に熱中する父親には呆れており、コーヒーをこぼすよう仕向けたりしていいように扱っている。
知識は敵わないものの、頭の回転に関しては父親より上で、呪いに立ち向かう泉たちをサポートする。
甲谷俊夫：永井正人
陸のアルバイト先である「学生街の喫茶店」の店長代理だが、陸には頭が上がらない。
店に来る高取や滑子とは仲が良い。

### ゲスト

#### 第1話
井坂：[土星]（クロノス）：阿部サダヲ（最終話にも登場）
泉たちに降りかかった最初の「九つの災い」。
連続殺人犯として警察に追われており、灯子が呼び止めたタクシーに乗り込み灯子を人質に取り逃走し、その際に事故を起こして逮捕された。
しかし、警察の事情聴取中、呪いによりクロノスへと覚醒し脱走する。
その後皇林学院大学に潜入し、泉の代わりに掃除をしていた令子を殴り殺す。
「クロノスは岩を飲み込んだ」というギリシャ神話に倣い、令子の口に石を入れ、占星術の土星のマークを残す。
その後も執拗に泉たちを付け狙い、泉の首を絞めて殺そうとするが、灯子の超能力により吹き飛ばされ天井から吊るされていた塗装用の養生シートに衝突し、シートが全身に絡まって窒息死した。
ノベライズ版では、吹き飛ばされた際に薬品棚の下敷きになり、そこから落ちてきた劇薬の瓶が顔に直撃したことで死亡した。
最終話では、第1話と同様に灯子が呼び止めたタクシーに乗り込み逃走するが、灯子の超能力によりタクシーが事故を起こす事なく止まったため、車外に出て拳銃を構えるも、灯子の超能力で拳銃を弾き飛ばされ、拾おうとした際に棚から落ちてきた薬品を顔に浴び、苦しんでいる所を逮捕された。
大田川令子：青山知可子（最終話にも登場）
皇林学院大学職員で、29歳。
壇原研究室に勤務している。研究室の掃除当番を泉と交代したため、井坂に殺害されロッカーに入れられる。
最終話では、時間を巻き戻した泉たちが「九つの災い」の発生を回避したことで、井坂に殺害されることなく生き残ることとなる。
たかし君のお母さん：浅野香織（最終話にも登場）
泉のアルバイト先であるつばさ保育園に、息子のたかしを預けている母親。
夜に理由有りげな様子で保育園をうかがっていた所を泉に見つかり、何故か逃げ出してしまう。
追いかける泉から逃れようと道路に飛び出した直後、井坂と灯子を乗せたタクシーにはねられてしまう。
病院に搬送されるも心肺停止となり、泉たちが行った魔術により息を吹き返すが、このことが「九つの災い」のきっかけとなる。
最終話では、時間を巻き戻した泉から第1話同様逃げ出し、灯子と井坂が乗ったタクシーの前に飛び出すが、灯子の超能力によりタクシーが彼女を避けて止まったため、事故を回避し死を免れる。
- 石井志文
- 沼崎悠
- てらだちなつ
- 高島由佳
- 森川数間
- 志村和彦
- 鈴木耕司
- 原田和美
- 高橋藍
- 浅野由美子

#### 第2話
島村刑事：[木星]（ゼウス）：酒井敏也
「九つの災い」の二つ目。
高取たちと一緒に連続少女誘拐殺人事件を追う刑事であるが、実はその事件の真犯人。
女性もののかつらを着用し、女装して少女を誘拐していた。
「ゼウスは怪物と戦った際、両手両脚の腱を切られた」というギリシャ神話に倣い、誘拐した少女の両手両脚を縛って拘束、更に殺害した被害者の首元に占星術の木星のマークを残していた。
泉を匿うためと嘘をついて誘拐した際、泉に触れたことで心を読まれて正体が発覚。
逃げた泉を工場で追い詰めるが、駆け付けた高取や超能力を使った灯子に阻まれて失敗。
高取に鉄パイプで襲いかかるが、格闘の末切れた高圧送電線に触れてしまい、感電死した。
- 三貴将史
- 五十嵐五十鈴
- 渡辺城太郎
- 西城直樹
- 松岡史明
- 鶴田東
- 三宅正信
- 小林賢二
- 森みつえ
- 藤田邦之
- 水森ひとみ
- 高木希依

#### 第3話
杉村史織：[金星]（アフロディーテ）：田中広子（現・田中ひろ子）
女優。
かつては同期の島野江里佳、戸倉沙也加と共に「花の高二トリオ」と呼ばれた人気アイドルであったが、現在は島野の方が売れており、現場には椅子もなく付き人もいない程の差がついてしまっている。
飾りが占星術の金星のマークに似たデザインのブレスレットを着用している。
「美の女神」であるアフロディーテのように、その美しさで周囲の男性を誘惑して下僕とする能力を持ち、ボディガードを引き受けた滑子に泉たちの殺害を命じるが失敗。
最後は身を呈した泉たちを守る為に灯子の力が発動し、倒れてきた看板の下敷きとなり死亡した。
- 大鷹明良
- 半海一晃

島野江里佳：久瑠あさ美
かつて杉村史織と共に 「花の高二トリオ」と呼ばれた人気アイドルの1人。
杉村とは違い、現在は人気女優となったがその性格は高飛車で、戸倉沙也加が事件に巻き込まれ亡くなった事を受け、存命の杉村に「これで花の高二トリオも自分1人になった」と痛烈な嫌味を言ったり、ADを顎で使い人前で罵倒するなど、人を見下した性格。
皇林学院大学キャンパスで行われていたドラマの撮影中に、突如拳銃を持って乱入してきた男に射殺された。
- 立原瞳
- 青山浩志
- 島裕二
- 田中啓三
- 濱近高徳
- 小寺徹
- 北村隆幸
- 山口夏穂
- 三田恵子
- 松山尚子
- 畑野和裕

#### 第4話
羽鳥：[冥王星]（ハーデス）：浅見小四郎
カメラスタジオを経営するプロカメラマンで、凪の師匠。
常日頃から、凪にカメラマンとしての心得を伝授しているが、その教えの裏には非人道的な考えが見え隠れしている。
呪いにより突如として連続殺人を始める。
被ると姿が見えなくなると言われる「ハーデスの隠れ兜」のように姿を現さずに犯行に及び、ハーデスが飼っていると言われる「地獄の番犬・ケルベロス」同様によく調教したドーベルマンを連れている。
また、殺害した被害者を吊るし占星術の冥王星のマークに似た形に装飾していた。
泉と凪を殺そうとした所を高取たち警察に包囲され、逮捕される。
「彼は元々あんな人（殺人犯）だったのか」という凪の疑問に対し、灯子は「心に邪悪な何かを持った者を呪いが選んだのではないか」と考察している。
九つの災いによる犯人の中で、死亡せず生きて逮捕された犯人である。
- 遠山俊也
- 伊藤正博
- 光岡湧太郎
- 佐藤裕一
- 田中允貴

#### 第5話
風間：[海王星]（ポセイドン）：唐渡亮
陸のお見合い相手。
歯医者の次男坊で自身も歯科医を経営する男。
色黒で体格が良く、海が似合う爽やかな好青年だが、その正体は女子大生連続殺人犯。
気に入った女性をパソコンにリストアップしており、ターゲットの女性を誘い出して次々と殺害する中でポセイドンに憑依されて覚醒、次のターゲットを泉達4人に変更した。
凶器として、ポセイドンの象徴であり占星術の海王星のマークの由来でもある「三叉の鉾」を使っていた。
お見合い相手の陸を殺害しようと、クルーザーで別荘に連れ出すが、高取が操縦するボートで駆けつけた泉たちに阻まれて失敗。
最後は、「自分ごと風間を殺して」と泣き叫ぶ陸に涙した灯子の超能力が発動し、別荘の2階から転落したところに倒れこんだサーフボードが突き刺さり死亡した。
ノベライズ版では陸を追い詰めた場所がクルーザーの上となっており、突如制御を失ったクルーザーから転落し、落ちてきた銛が背中を直撃して死亡した。
- 正名僕蔵
- 木村翠
- 芦沢孝子
- 友田由里子
- 目崎乃里子
- 谷口恵理香
- 武森明日香

#### 第6話
安東和久：[水星]（ヘルメス）：青木堅治
安東千鶴の弟。
姉思いの弟で、彼女を捨てて自殺に追い込んだ恋人が高取だと思い込んでいた為に彼を激しく憎んでおり、その心を利用されてヘルメスに憑依された。
灯子に十字の飾りとリボンで占星術の水星のマークに似た形に装飾されたリースと破られた高取の写真を贈り付け、爆弾騒ぎや高取への脅迫を次々と起こして高取を苦しめた。
当初は灯子を高取の恋人と思って灯子を狙っていたが、偶然を装い泉に接触して彼女の同情を引き、高取の泉への好意を知って彼女を拐い病院ごと吹き飛ばそうとするが、陸たちの超能力のおかげで失敗。
最後は泉の能力で姉の片想いだった事を知り、病室から飛び降りたが、間一髪のところで高取に救われた。
九つの災いの犯人の中で、羽鳥と並んで死亡しなかった犯人である。
安東千鶴：北村祐子
安東和久の姉。
高取が本庁に転属するまで勤務していた所轄署時代に通っていた定食屋の店員。
高取によればほとんど話した事もない関係だったそうだが、明るく元気な子だったとの事。
高取に対して片想いをしていたが、結局打ち明けられないままに彼が転属し、半年前に自殺未遂を起こしてそのまま意識不明となる。
6話にて危篤状態になり、終盤に泉を通して片想いだった事を弟に打ち明け、弟の幸せを願いながら静かに息を引き取った。
- 山田百貴

#### 第7話
中年の女：[天王星]（ウラヌス）：伊藤幸子
灯子の母親・今井良美に成り済まして泉たちをつけ狙った七つ目の災い。
本名や覚醒前の経歴は不明。
檀原の研究室に夜中に忍び込み、占星術の天王星のマークを残した上で部屋中の窓に接着剤を流して硬めてのガス責めをしたり、スタンガンでの襲撃など汚いやり方で泉たちを追い詰め、更にはわざと灯子の母親の遺留品を残していくなど用意周到な女。
裁ち鋏（たちばさみ）を武器として持ち歩き、陸に重傷を負わせて凪を拐った。
最後は駆け付けた灯子の前に立ち塞がるが、アポロンが既に憑依していた彼女を仲間と見なし、標的を泉に変更する。
しかし、灯子の力で吹き飛ばされた反動でハサミが舞い上がって自身に突き刺さり、そのまま死亡した。
今井良美：風祭ゆき
灯子の母親。
過去に灯子の超能力のウソで彼女といがみ合う関係になってしまい、母子の関係も切って疎遠になってしまう。
3話でも電話でのみ登場し、デタラメ記事での一件で彼女を電話越しに罵倒している。
今回灯子の心を揺さぶる為に、ウラヌスの隠れ蓑として凪と一緒に拐われてしまうが、凪から灯子は昔とは違う、必ず助けに来ると励まされる。
最後は、自分を救うため駆け付けた灯子を見たことで彼女の成長を確信して和解し、彼女と抱き合った。
- 神子結愛

#### 第8話
長身の男：[火星]（アレス）：工藤俊作（最終話にも登場）
八つ目の災い。
全身を黒いライダースーツに身を包んだ長身の男。
ウラヌス同様、本名や覚醒前の経歴は不明。
ライフル銃をバイクに堂々と携行して街中を走り回っており、警官2人を射殺し占星術の火星のマークを残す。今までの敵と違い、正面から泉たちを追い詰める。
高取との銃撃戦の末に高取を殺害し、灯子を拐って逃走。
泉たちを誘いだして殺害しようとしたが、高取の遺志を継いで奮起し駆け付けた滑子の銃弾を受け、廃ビルから転落死した。
- 星尚槻
- 野村信次
- 大西武志
- 岸本光正

#### 最終話
[太陽]（アポロン）
太陽を司る最後の災い。
灯子に入り込み潜伏しており、6話終盤よりサイコキネシスのコントロールを奪って力を暴走させて泉たちを攻撃しはじめる。
7話終盤には泉を失明に追い込み彼女たちの絆を引き裂き、8話ではアレスに拳銃を突き付ける高取から銃を吹き飛ばし、高取を殺すきっかけを作って灯子を絶望に突き落とした。
最終話にて灯子が自らを犠牲にすることですべての災いは終結した。
- 志村和彦

## テーマ曲
主題歌
MAX 「Ride on time」
オープニング主題歌
MAX 「DON'T YOU LOVE ME」
挿入歌
D-SHADE 「ENDLESS LOVE」

## スタッフ
- 脚本：福田靖、深沢正樹
- 演出：上川伸廣、冨塚博司
- 音楽：門倉聡
- スタント&アクション：FCプラン
- カースタント：タカハシレーシング
- 協力：東通、アックス、目黒スタジオ、McRAY
- プロデューサー補：佐々木基、下山潤
- プロデュース：黒田徹也、松尾浩介、三宅川敬輔
- コンセプトデザイナー：久野昌宏
- 制作協力：イースト
- 制作：テレビ朝日、田辺エージェンシー

## サブタイトル
| 各話                                                     | 放送日        | サブタイトル                            | 脚本     | 演出     | 視聴率 |
| -------------------------------------------------------- | ------------- | --------------------------------------- | -------- | -------- | ------ |
| 第1話                                                    | 1998年7月13日 | マックス緊急事態                        | 福田靖   | 上川伸廣 | 6.4%   |
| 第2話                                                    | 1998年7月20日 | 美少女連続殺人の怪!                     | 深沢正樹 | 上川伸廣 | 6.4%   |
| 第3話                                                    | 1998年7月27日 | アイドル連続殺人事件                    | 深沢正樹 | 冨塚博司 | 6.9%   |
| 第4話                                                    | 1998年8月3日  | 首吊り屋敷の恐怖                        | 福田靖   | 冨塚博司 | 6.6%   |
| 第5話                                                    | 1998年8月10日 | 失恋クルーザー事件                      | 深沢正樹 | 上川伸廣 | 7.0%   |
| 第6話                                                    | 1998年8月17日 | 片想いの悲しい呪い…                     | 深沢正樹 | 冨塚博司 | 7.6%   |
| 第7話                                                    | 1998年8月24日 | 7人目の犯人は私の母                     | 深沢正樹 | 上川伸廣 | 7.8%   |
| 第8話                                                    | 1998年8月31日 | ずっとお前が好きだった…高取刑事涙の殉職 | 深沢正樹 | 冨塚博司 | 7.5%   |
| 最終話                                                   | 1998年9月7日  | 親友の死で全てが始まる!奇跡の完結編     | 福田靖   | 上川伸廣 | 8.6%   |
| 平均視聴率7.2%（視聴率は関東地区・ビデオリサーチ社調べ） |               |                                         |          |          |        |